# マヌエル・ベルグラーノ

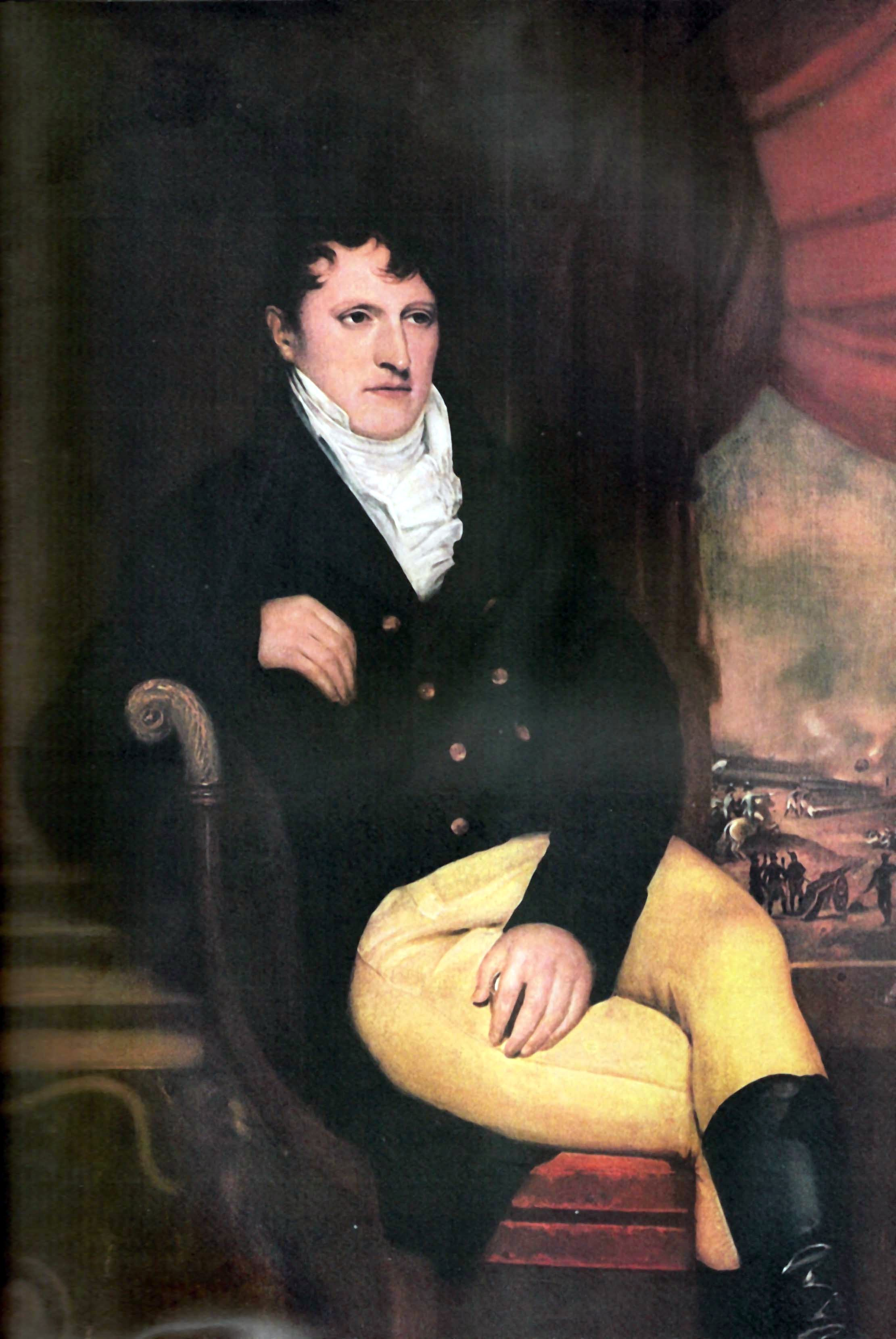
マヌエル・ベルグラーノ

マヌエル・ベルグラーノ（Manuel Belgrano、1770年6月3日 - 1820年6月20日）は、アルゼンチンの政治家・軍人。アルゼンチン独立運動指導者の一人であり、またアルゼンチンの国旗の制定者としても知られる。ブエノスアイレスの5月広場にある馬にまたがるベルグラーノの銅像はアルゼンチンの観光名所となっている。

## 概要
1770年、ブエノスアイレスに生まれ、スペインのサラマンカ大学へ留学し自由主義的な貿易思想を修学し、帰国。1801年、アルゼンチンで最初の新聞となるTelegrafo mercantilを創刊。1806年、サンティアゴ・デ・リニエルスの指揮するブエノスアイレス市民軍に、ビセンテ・ロペスらと共に参加し、ベレスフォードの軍隊と戦う。翌年、リニエルスらと軍事評議会を結成した。
1810年、マリアーノ・モレーノらと愛国政権評議会を結成し、副王に対し反乱を起こす。革命軍を指揮し、スイパーチャの戦いで副王軍との戦闘（第一次アルト・ペルー攻略）に勝利し、実権を獲得した。
翌年にはパラグアイへ侵攻（パラグアイ攻略）するもこれに敗退する。1812年には青年将校を中心とした南米独立運動を指導する「ラウタロ結社」を結成する。
北部軍司令官となり、トゥクマンの戦いやサルタの戦いで勝利をおさめた。1813年にはアルト・ペルー（現在のボリビア）に侵攻（第二次アルト・ペルー攻略）し、スペイン軍と戦闘し、ポトシを解放した。
第三次アルト・ペルー攻略では、ウアキの戦い、ビルカプーギオの戦い、アヨウーマの戦いと連敗し、独立軍は半壊した。この責任を取り、1814年に北部軍司令官を辞任した。北部軍の後任にはホセ・デ・サン・マルティン将軍が就任した。
北部軍の司令官辞任後、未だに国家体制すら定まっていなかったアルゼンチンの国制を探るため、ベルグラーノはイギリスに赴いたが、フランス革命の迷走と挫折に影響を受け、1816年に帰国した後には立憲君主派となっていた。同年7月に開催されたトゥクマン議会では南アメリカ連合州（アルゼンチン）の独立宣言の起草に主要な役割を果たし、インカ皇帝を立憲君主として頂いた南アメリカ連合州の独立を独立宣言に盛り込んだが、この宣言は結局履行されることがなかった。1820年にベルグラーノは50歳で死亡した。
アルゼンチンの経済改革および独立運動の英雄として彼の死亡した6月20日は「国旗の日」としてアルゼンチンの祝日となっている。また、10アルゼンチン・ペソ紙幣の肖像にも用いられている。